# محمدقاسم اخویان
محمدقاسم اخوی‌یان (زادهٔ ۱۳۰۵ نیشابور، درگذشت ۲۱ دی ۱۳۹۸ نیشابور) از هنرمندان ایرانی در هنرهای تجسمی و استاد پیش‌کسوت معماری سنتی خراسان بود. اخویان جز معدود استادان تیشه‌داری در ایران به‌شمار می‌رفت.
مشهورترین اثر او ستون‌های یادبود دروازه‌های نیشابور در نزدیکی آرامگاه عمر خیام در شهر نیشابور است. از آثار دیگر او می‌توان به ورودی شمالی باغ ملی نیشابور و سردر دبیرستان عمر خیام اشاره نمود.
او در خلال برگزاری کنگره جهانی عطار از دو اثر خود به نام «هفت شهر عشق» و «سیمرغ» رونمایی کرد. بیشتر بناها و آرامگاه‌های مهم امروزین نیشابور توسط وی بازسازی شده‌اند. محمدقاسم اخوی‌یان در رشته‌های آجرتراشی، قلم‌زنی، آسیاب‌سازی، گنبدسازی، مرمت، آهنگری و پنجره‌سازی فعال بوده‌است. پس از پژوهش‌های باستان‌شناسی در نیشابور وی برای اولین‌بار طرح استفاده از طرح‌های آثار مکشوفه از نیشابور قدیم را بر روی آجر مطرح و اجرا کرد. تکنیک ویژه او فی‌البداهه کار کردن در هنرهای سنتی بدون پیش‌فرضی در ذهن و بعد از یک تمرکز خاص، آنچه در خیال داشت را به ظهور می‌رساند.
او در ۲۱ دی ۱۳۹۸ در نیشابور درگذشت و در آرامگاه مشاهیر نیشابور به خاک سپرده شد.

## آثار

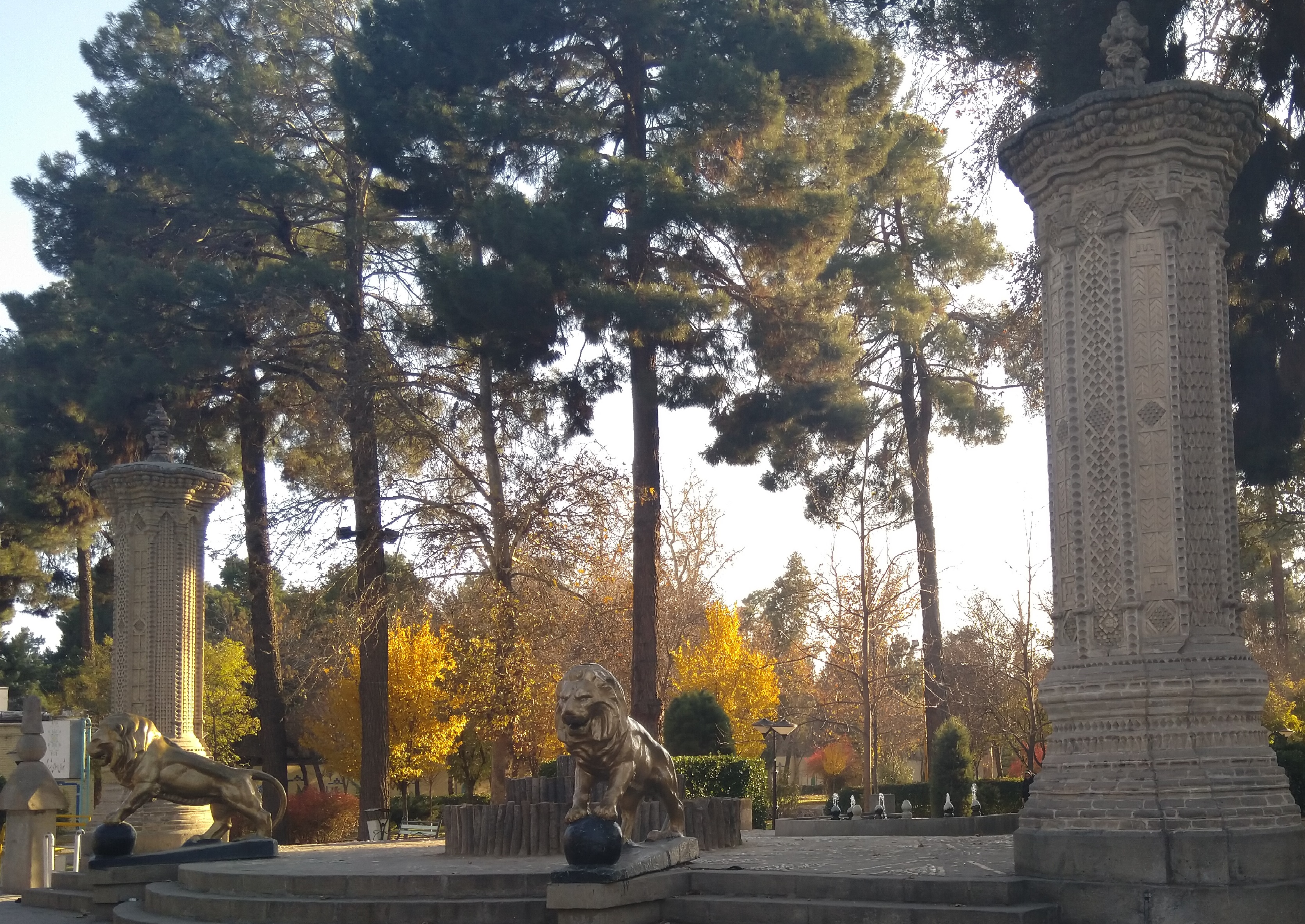
ورودی شمالی باغ ملی نیشابور
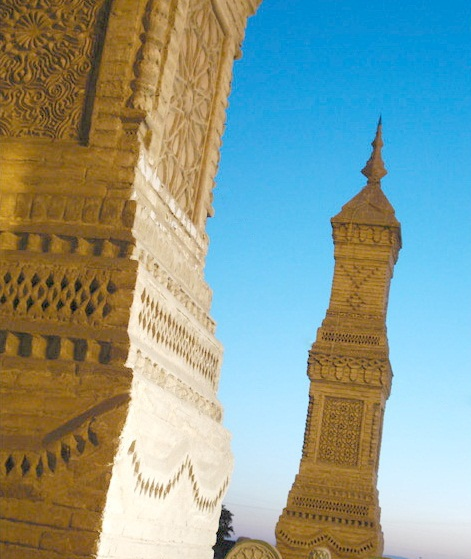
ستون‌های یادبود دروازه‌های نیشابور در نزدیکی آرامگاه عمر خیام. از آثار محمد قاسم اخویان
سر ستون‌های سردر ورودی باغ ملی نیشابور
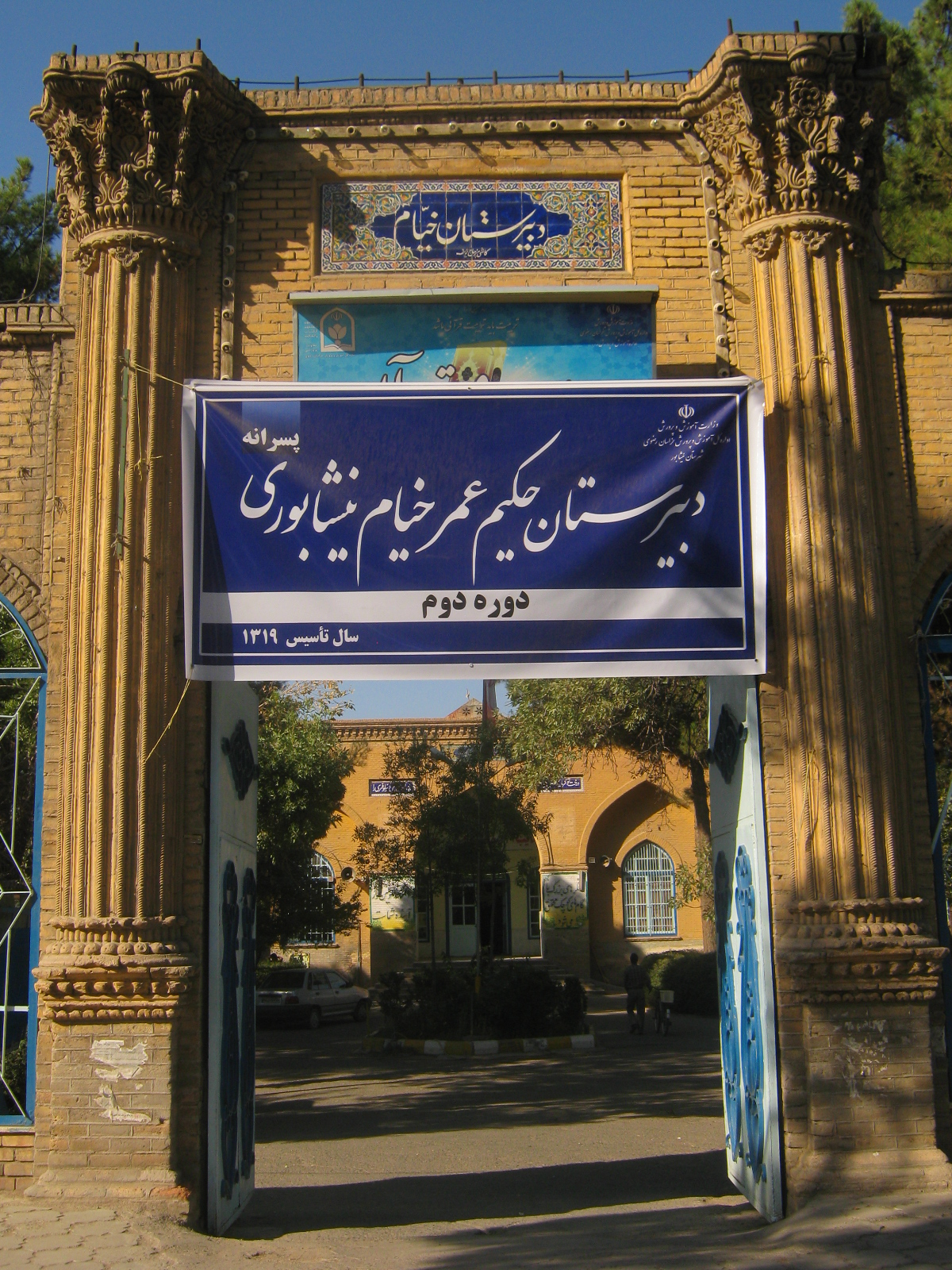
سردر ورودی دبیرستان عمر خیام